# Orange (Ohio)
Orange és una vila dels Estats Units a l'estat d'Ohio. Segons el cens del 2000 tenia 3.236 habitants.

## Demografia
Segons el cens del 2000, Orange tenia 3.236 habitants, 1.170 habitatges, i 959 famílies. La densitat de població era de 328,8 habitants/km².
Dels 1.170 habitatges en un 41,6% hi vivien nens de menys de 18 anys, en un 71,5% hi vivien parelles casades, en un 8,5% dones solteres, i en un 18% no eren unitats familiars. En el 16,3% dels habitatges hi vivien persones soles el 9,1% de les quals corresponia a persones de 65 anys o més que vivien soles. El nombre mitjà de persones vivint en cada habitatge era de 2,75 i el nombre mitjà de persones que vivien en cada família era de 3,1.
Per edats la població es repartia de la següent manera: un 28,8% tenia menys de 18 anys, un 3,4% entre 18 i 24, un 21,8% entre 25 i 44, un 29,4% de 45 a 60 i un 16,6% 65 anys o més.
L'edat mediana era de 43 anys. Per cada 100 dones de 18 o més anys hi havia 89,9 homes.
La renda mediana per habitatge era de 89.660 $ i la renda mediana per família de 102.206 $. Els homes tenien una renda mediana de 77.865 $ mentre que les dones 37.667 $. La renda per capita de la població era de 46.296 $. Aproximadament el 2,3% de les famílies i el 3,6% de la població estaven per davall del llindar de pobresa.

## Poblacions properes
El següent diagrama mostra les poblacions més properes.